# Age of Empires II: Definitive Edition
Age of Empires II: Definitive Edition är ett realtidsstrategispel som är utvecklat av Forgotten Empires och utgivet av Xbox Game Studios den 14 november 2019. Spelet är en datorspelsremake av Age of Empires II: The Age of Kings från 1999, som därmed firar 20-årsjubileum. Age of Empires II: Definitive Edition har väsentlig förbättrad grafik, stöd för 4K-upplösning och innehåller alla tidigare expansioner från originalet och HD Edition. Definitive Edition innehåller också en ny expansion, "The Last Khans", som tillför fyra nya civilisationer baserade på Centralasien och Östeuropa, samt fyra nya kampanjer.
Spelet släpptes från början till Microsoft Windows, men den 31 januari 2023 släpptes det även till Xbox One och Xbox Series X/S. Den 6 maj 2025 släpptes spelet för Playstation 5.

## Spelupplägg
De grundläggande spelelementen eller spelupplägget är starkt desamma som i originalspelet, men Definitive Edition bygger på vidareutveckling. Definitive Edition innehåller 4K-upplösning, ny grafik för spelfigurer (som kallas enheter i spelet) och byggnader, samt möjligheten att zooma in och ut på kartan som spelas. Till flerspelarläget finns också ett nytt åskådarläge. Spelet innehåller en ny expansion som heter "The Last Khans" och fyra nya civilisationer: bulgarer, kumaner, litauer och tatarer. Expansionen innehåller fyra nya kampanjer för de nya civilisationerna: Ivaylo (bulgarer), Kotyan Khan (kumaner), Tamerlane (tatarer) och Pachacuti (inkor). Den sistnämnda kampanjen ersätter kampanjen El Dorado från HD Edition, och litauer finns inte som en spelbar civilisation i någon kampanj, men de representerar polacker i Ivaylo-kampanjen. Definitive Edition innehåller alla tidigare expansioner från originalet (The Conquerors) och HD Edition (The Forgotten, The African Kingdoms och Rise of the Rajas).
Som datorstyrd motståndare kan spelaren välja mellan den originella AI, den uppdaterade HD Edition-AI eller den nyaste AI som är utvecklad för Definitive Edition. Den originella AI var tvungen att fuska för att vara utmanande, medan den nya AI är tillräckligt avancerad för att inte fuska. När den gamla och nya AI ställdes mot varandra i ett test vann den nya lätt. Enheternas sätt att hitta och ta kortaste väg till en destination har förmodligen också förbättrats. Andra nyheter är att villagers (svenska: bybor) kan få flera uppgifter efter varandra i en ordning, och att gårdar kan automatiskt förnyas.

## Expansioner
Age of Empires II: Definitive Edition har en ny expansion (The Last Khans) inkluderat om man jämför med originalspelet. Men utöver denna har senare expansioner tillkommit.
Den 15 december 2020 tillkännagavs expansionen "Lords of the West" som släpptes den 26 januari 2021. Lords of the West introducerar ytterligare två civilisationer: burgunder och sicilianare. Expansionen har också tre nya kampanjer med Edward Longshanks (britter), Grand Dukes (burgunder) och The Hautevilles (sicilianare).
En andra expansion under titeln "Dawn of the Dukes" tillkännagavs den 10 april 2021 och släpptes den 10 augusti 2021. Den innehåller två nya civilisationer som är polacker och bömare, samt tre nya kampanjer som är Jadwiga (polacker), Jan Žižka (bömare) och Algirdas and Kestutis (litauer).
Den 14 april 2022 tillkännagavs en tredje expansion vid titeln "Dynasties of India" och som släpptes den 28 april. Den innehåller tre nya civilisationer: bengalier, dravider och gurjarer. Dessutom har expansionen gjort en omarbetning av den befintliga indiska civilisationen som döptes om till hindustaner. Tre nya kampanjer har också introducerats, vilka är Babur (hindustaner), Rajendra (dravider) och Devapala (bengalier).
För att fira spelseriens 25-årsjubileum tillkännagavs en fjärde expansion: "Return of Rome". Den består av innehåll från Age of Empires: Definitive Edition som lagts in i Age of Empires II: Definitive Edition. Expansionen släpptes den 16 maj 2023, och innehåller tre nya kampanjer som handlar om Sargon of Akkad, Pyrrhus of Epirus och Trajan. Civilisationer som kommer från Age of Empires: Definitive Edition är exklusiva för expansionen, men civilisationen romare lades även till i huvudspelet Age of Empires II: Definitive Edition. Den 8 september 2023 tillkom kampanjerna Ascent of Egypt och The First Punic War, och den 31 oktober 2023 kom även kampanjerna Glory of Greece och Voices of Babylon till Return of Rome.
En femte expansion vid titeln "The Mountain Royals" släpptes den 31 oktober 2023. Den innehåller två nya civilisationer som är georgier och armenier, samt tre nya kampanjer som är Tamar (georgier), Thoros (armenier) och Ismail (perser).
Den 14 mars 2024 släpptes en sjätte expansion som heter "Victors and Vanquished". Den innehåller en kampanj med samma namn och som består av 19 orelaterade scenarier.
En sjunde expansion med titeln "Chronicles: Battle for Greece" släpptes den 14 november 2024. Den innehåller kampanjen Battle for Greece som består av tre akter (kan sägas motsvara tre kampanjer) med varsin nya antika civilisation: akemenider, atenare och spartaner.
Den 6 maj 2025 släpptes en åttonde expansion vid titeln "The Three Kingdoms". Den är inspirerad av den historiska eran med samma titel (De tre kungadömena). Expansionen innehåller de fem nya civilisationerna Shu, Wei, Wu, jurchener och khitaner, samt de tre nya kampanjerna Liu Bei (Shu), Cao Cao (Wei) och The Sun Clan (Wu).

## Utgivning
Den 21 augusti 2017 meddelade Microsoft på Gamescom att Age of Empires II: Definitive Edition var under utveckling av Forgotten Empires, Tantalus Media och Wicked Witch Software. Spelet släpptes på Xbox Game Pass för PC, Steam och Microsoft Store den 14 november 2019.

## Mottagande
| Mottagande      | Mottagande    |
| Samlingsbetyg   | Samlingsbetyg |
| Tjänst          | Betyg         |
| --------------- | ------------- |
| Metacritic      | 84/100        |
| Recensionsbetyg |               |
| Publikation     | Betyg         |
| Gamereactor     | 9/10          |
| PC Gamer UK     | 78/100        |

Age of Empires II: Definitive Edition fick "allmänt gynnsamma" omdömen enligt samlingsbetygswebbsidan Metacritic som gav spelet 84 av 100 poäng utifrån 32 recensioner. Adam Holmberg på Gamereactor tycker att grafiken har blivit "putsad in till minsta detalj" och att spelupplägget har fått justeringar som förbättrar spelupplevelsen. Dock ser han ingen större förbättring gällande enheternas sätt att hitta vägar. Det bästa enligt honom är allt innehåll från förr (både originalspelet och HD Edition, samt dessas expansioner), vilket gör att det finns "hundratals kvalitativa timmar" att spelas för.